# Obren Popović
Obren Popović (in serbo Обрен Поповић?; 1934) è un ex cestista jugoslavo.

## Carriera
Con la Jugoslavia ha disputato i Campionati europei del 1955.

## Palmarès
- YUBA liga: 3

Stella Rossa Belgrado: 1953, 1954, 1955